# Bertrand d'Aramon
Bertrand d'Aramon, est un homme politique né le 14 février 1876 à Florence et décédé le 26 octobre 1949 à Paris.

## Famille
Bertrand Marie Joseph de Sauvan,, marquis d'Aramon est l'arrière petit-fils de Pierre d'Aramon et petit-fils de Camille d'Aramon. Il est le fils du comte Charles d'Aramon et de la comtesse, née Marie Aloïsa Fischer (mariés en décembre 1874).
Il est marié à Suzanne Stern (1887-1956), fille du banquier Edgard Stern (1854-1937) et de Marguerite Fould.

## Biographie
Originaire du Gard, Bertrand d'Aramon étudie à l'école libre des sciences politiques. Il collabore ensuite aux journaux L'Écho du XVe, Vaugirard-Grenelle, L'Avenir, et fréquente le Jockey Club de Paris.
Bertrand d'Aramon est conseiller municipal d'Anizy-le-Chateau (Aisne),  puis est élu député de la Seine lors d'une élection partielle en juillet 1910 (2e circonscription du Xve arrondissement en remplacement de Emmanuel Chauvière). Il siège alors avec les républicains progressistes, c'est-à-dire à droite. En 1911, il appartient à la Fédération de la jeunesse libérale, puis il est mobilisé lors de la première guerre mondiale.
Battu en 1914, il se ne représente pas aux élections suivantes (1919 et 1924), jusqu'en 1928, date à laquelle il retrouve son siège, dans le 15e arrondissement de Paris. Il demeure député sans interruption jusqu'en 1940, et appartient aux différents groupes parlementaires affiliés à la Fédération républicaine.
Il appartient à la Société des félibres de Paris.
Le 10 juillet 1940, il vote en faveur de la remise des pleins pouvoirs au Maréchal Pétain et, de 1941 à 1944, fait partie du conseil municipal de Paris nommé par le régime de Vichy. Déclaré inéligible pour ces deux faits à la Libération, il abandonne la vie politique.
Il meurt le 26 octobre 1949 dans son hôtel de la rue Barbet-de-Jouy à Paris. Son corps repose dans la même sépulture que celle de Stanislas d'Aramon, dans la 29e division du cimetière du Père-Lachaise.

## Récompenses
- Médaille militaire anglaise[1]